# Indice humidex
L’indice humidex est une formule utilisée par les météorologues canadiens pour intégrer les effets combinés de la chaleur et de l'humidité. Il diffère de l'indice de chaleur utilisé aux États-Unis : l'indice de chaleur utilise l'humidité relative plutôt que le point de rosée.

## Historique et principe
L'humidex est un indice thermohygrométrique, introduit en 1965 par S. R. Anderson,,. Emprunté à l'anglais canadien, « humidex » est un mot-valise formé par la fusion des mots humidity (« humidité ») et index (« indice »). À sa création, l'humidex était basé sur deux hypothèses de thermorégulation : 
1. le « point neutre » du corps humain (où celui-ci ne perd ni ne gagne de chaleur) se produit dans une plage de température de l'air 27 à 30 °C pour des conditions standards (c.-à-d. homme nu, à l'air immobile, au repos) ;
2. si la température de l'air et son humidité relative dépassent respectivement 32 °C et 75 % (ou une température humide de 28 °C), le corps humain ne peut pas continuer à maintenir sa température à l'équlibre.

En 1976, la formule est modifiée afin de prendre en compte l'expression de la température en °C et plus en °F.
La formule actuelle pour déterminer l'indice humidex a été développée au Canada en 1979 par J. M. Masterton et F. A. Richardson au Service de l'environnement atmosphérique, qui est maintenant le Service météorologique du Canada.

## Équation
La formule pour calculer l'humidex est la suivante :
{\displaystyle {\text{Humidex}}=T_{\text{air}}+0,5555\left\{6,11\times \exp \left[{5417,7530\left({\frac {1}{273,16}}-{\frac {1}{273,15+T_{\text{rosee}}}}\right)}\right]-10\right\}}
où :
- {\displaystyle T_{\text{air}}} est la température de l'air (degré Celsius) ;
- {\displaystyle 0,5555} est l'arrondi de {\displaystyle {\frac {5}{9}}}[10], introduit en 1976 pour assurer la conversion en °C de la formule originale écrite en °F ;
- {\displaystyle \exp } est la fonction exponentielle[11] ;
- {\displaystyle 5417,7530} est une constante arrondie, basée sur la masse molaire d'une molécule d'eau, sur la chaleur latente d'évaporation et sur la constante des gaz parfaits[11] ;
- {\displaystyle T_{\text{rosee}}} est le point de rosée (degré Celsius).

|                     |    | Temperature (°C) | Temperature (°C) | Temperature (°C) | Temperature (°C) | Temperature (°C) | Temperature (°C) | Temperature (°C) | Temperature (°C) | Temperature (°C) | Temperature (°C) | Temperature (°C) | Temperature (°C) | Temperature (°C) | Temperature (°C) | Temperature (°C) | Temperature (°C) | Temperature (°C) | Temperature (°C) | Temperature (°C) | Temperature (°C) | Temperature (°C) | Temperature (°C) | Temperature (°C) | Temperature (°C) | Temperature (°C) | Temperature (°C) | Temperature (°C) | Temperature (°C) | Temperature (°C) |
| 15                  | 16 | 17               | 18               | 19               | 20               | 21               | 22               | 23               | 24               | 25               | 26               | 27               | 28               | 29               | 30               | 31               | 32               | 33               | 34               | 35               | 36               | 37               | 38               | 39               | 40               | 41               | 42               | 43               |                  |                  |
| Point de rosée (°C) |    |                  |                  |                  |                  |                  |                  |                  |                  |                  |                  |                  |                  |                  |                  |                  |                  |                  |                  |                  |                  |                  |                  |                  |                  |                  |                  |                  |                  |                  |
| ------------------- | -- | ---------------- | ---------------- | ---------------- | ---------------- | ---------------- | ---------------- | ---------------- | ---------------- | ---------------- | ---------------- | ---------------- | ---------------- | ---------------- | ---------------- | ---------------- | ---------------- | ---------------- | ---------------- | ---------------- | ---------------- | ---------------- | ---------------- | ---------------- | ---------------- | ---------------- | ---------------- | ---------------- | ---------------- | ---------------- |
| Point de rosée (°C) | 10 | 16               | 17               | 18               | 19               | 20               | 21               | 22               | 23               | 24               | 25               | 26               | 27               | 28               | 29               | 30               | 31               | 32               | 33               | 34               | 35               | 36               | 37               | 38               | 39               | 40               | 41               | 42               | 43               | 44               |
| Point de rosée (°C) | 11 | 17               | 18               | 19               | 20               | 21               | 22               | 23               | 24               | 25               | 26               | 27               | 28               | 29               | 30               | 31               | 32               | 33               | 34               | 35               | 36               | 37               | 38               | 39               | 40               | 41               | 42               | 43               | 44               | 45               |
| Point de rosée (°C) | 12 | 17               | 18               | 19               | 20               | 21               | 22               | 23               | 24               | 25               | 26               | 27               | 28               | 29               | 30               | 31               | 32               | 33               | 34               | 35               | 36               | 37               | 38               | 39               | 40               | 41               | 42               | 43               | 44               | 45               |
| Point de rosée (°C) | 13 | 18               | 19               | 20               | 21               | 22               | 23               | 24               | 25               | 26               | 27               | 28               | 29               | 30               | 31               | 32               | 33               | 34               | 35               | 36               | 37               | 38               | 39               | 40               | 41               | 42               | 43               | 44               | 45               | 46               |
| Point de rosée (°C) | 14 | 18               | 19               | 20               | 21               | 22               | 23               | 24               | 25               | 26               | 27               | 28               | 29               | 30               | 31               | 32               | 33               | 34               | 35               | 36               | 37               | 38               | 39               | 40               | 41               | 42               | 43               | 44               | 45               | 46               |
| Point de rosée (°C) | 15 | 19               | 20               | 21               | 22               | 23               | 24               | 25               | 26               | 27               | 28               | 29               | 30               | 31               | 32               | 33               | 34               | 35               | 36               | 37               | 38               | 39               | 40               | 41               | 42               | 43               | 44               | 45               | 46               | 47               |
| Point de rosée (°C) | 16 | –                | 21               | 22               | 23               | 24               | 25               | 26               | 27               | 28               | 29               | 30               | 31               | 32               | 33               | 34               | 35               | 36               | 37               | 38               | 39               | 40               | 41               | 42               | 43               | 44               | 45               | 46               | 47               | 48               |
| Point de rosée (°C) | 17 | –                | –                | 22               | 23               | 24               | 25               | 26               | 27               | 28               | 29               | 30               | 31               | 32               | 33               | 34               | 35               | 36               | 37               | 38               | 39               | 40               | 41               | 42               | 43               | 44               | 45               | 46               | 47               | 48               |
| Point de rosée (°C) | 18 | –                | –                | –                | 24               | 25               | 26               | 27               | 28               | 29               | 30               | 31               | 32               | 33               | 34               | 35               | 36               | 37               | 38               | 39               | 40               | 41               | 42               | 43               | 44               | 45               | 46               | 47               | 48               | 49               |
| Point de rosée (°C) | 19 | –                | –                | –                | –                | 26               | 27               | 28               | 29               | 30               | 31               | 32               | 33               | 34               | 35               | 36               | 37               | 38               | 39               | 40               | 41               | 42               | 43               | 44               | 45               | 46               | 47               | 48               | 49               | 50               |
| Point de rosée (°C) | 20 | –                | –                | –                | –                | –                | 28               | 29               | 30               | 31               | 32               | 33               | 34               | 35               | 36               | 37               | 38               | 39               | 40               | 41               | 42               | 43               | 44               | 45               | 46               | 47               | 48               | 49               | 50               | 51               |
| Point de rosée (°C) | 21 | –                | –                | –                | –                | –                | –                | 29               | 30               | 31               | 32               | 33               | 34               | 35               | 36               | 37               | 38               | 39               | 40               | 41               | 42               | 43               | 44               | 45               | 46               | 47               | 48               | 49               | 50               | 51               |
| Point de rosée (°C) | 22 | –                | –                | –                | –                | –                | –                | –                | 31               | 32               | 33               | 34               | 35               | 36               | 37               | 38               | 39               | 40               | 41               | 42               | 43               | 44               | 45               | 46               | 47               | 48               | 49               | 50               | 51               | 52               |
| Point de rosée (°C) | 23 | –                | –                | –                | –                | –                | –                | –                | –                | 33               | 34               | 35               | 36               | 37               | 38               | 39               | 40               | 41               | 42               | 43               | 44               | 45               | 46               | 47               | 48               | 49               | 50               | 51               | 52               | 53               |
| Point de rosée (°C) | 24 | –                | –                | –                | –                | –                | –                | –                | –                | –                | 35               | 36               | 37               | 38               | 39               | 40               | 41               | 42               | 43               | 44               | 45               | 46               | 47               | 48               | 49               | 50               | 51               | 52               | 53               | 54               |
| Point de rosée (°C) | 25 | –                | –                | –                | –                | –                | –                | –                | –                | –                | –                | 37               | 38               | 39               | 40               | 41               | 42               | 43               | 44               | 45               | 46               | 47               | 48               | 49               | 50               | 51               | 52               | 53               | 54               | 55               |
| Point de rosée (°C) | 26 | –                | –                | –                | –                | –                | –                | –                | –                | –                | –                | –                | 39               | 40               | 41               | 42               | 43               | 44               | 45               | 46               | 47               | 48               | 49               | 50               | 51               | 52               | 53               | 54               | 55               | 56               |
| Point de rosée (°C) | 27 | –                | –                | –                | –                | –                | –                | –                | –                | –                | –                | –                | –                | 42               | 43               | 44               | 45               | 46               | 47               | 48               | 49               | 50               | 51               | 52               | 53               | 54               | 55               | 56               | 57               | 58               |
| Point de rosée (°C) | 28 | –                | –                | –                | –                | –                | –                | –                | –                | –                | –                | –                | –                | –                | 44               | 45               | 46               | 47               | 48               | 49               | 50               | 51               | 52               | 53               | 54               | 55               | 56               | 57               | 58               | 59               |

Ce qui donne, en utilisant l'humidité relative au lieu du point de rosée, et avec les mêmes températures et couleurs :
| 20  | –  | –  | –  | –  | –  | –  | –  | –  | –  | –  | 40 | 41 | 43 | 44 | 46 | 47 |
| 30  | –  | –  | 31 | 33 | 34 | 36 | 37 | 38 | 40 | 42 | 43 | 45 | 47 | 48 | 50 | 51 |
| 40  | –  | 26 | 34 | 35 | 37 | 39 | 40 | 42 | 44 | 45 | 47 | 49 | 51 | 53 | 54 | 56 |
| 50  | 22 | 28 | 36 | 38 | 40 | 41 | 43 | 45 | 47 | 49 | 51 | 53 | 55 | 57 | –  | –  |
| 60  | 24 | 30 | 38 | 40 | 42 | 44 | 46 | 48 | 50 | 52 | 54 | 57 | –  | –  | –  | –  |
| 70  | 25 | 32 | 41 | 43 | 45 | 47 | 49 | 51 | 53 | 56 | 58 | –  | –  | –  | –  | –  |
| 80  | 26 | 33 | 43 | 45 | 47 | 50 | 52 | 54 | 57 | 59 | –  | –  | –  | –  | –  | –  |
| 90  | 28 | 35 | 45 | 48 | 50 | 52 | 55 | 57 | 60 | –  | –  | –  | –  | –  | –  | –  |
| 100 | 29 | 37 | 48 | 50 | 53 | 55 | 58 | –  | –  | –  | –  | –  | –  | –  | –  | –  |

### Interprétation
L'indice humidex est un nombre sans dimension, mais il utilise des valeurs qui ressemblent à une température en °C. C'est pourquoi il est souvent faussement considéré comme une température humide équivalente. D'après Environnement Canada, un indice humidex de, :
- moins de 30, aucun inconfort ;
- 30 à 39, un certain inconfort ;
- au-dessus de 40, beaucoup d'inconfort ;
- au-dessus de 45, il y a danger : un coup de chaleur est probable ;
- au-dessus de 54, un coup de chaleur est imminent.

Un avertissement de chaleur accablante sera émis quand l'humidex est prévu à 40 ou plus. Le record d'humidex au Canada est de 53,4 le 14 juillet 1961 à Castlegar battant le précédent record de 52,1 à Windsor (Ontario) en 1953 (température 35 °C, point de rosée 29 °C). Cependant, personne ne le savait à l'époque car l'indice n'avait pas encore été inventé et ces valeurs sont tirées de calculs a posteriori. Plus récemment, le 25 juillet 2007 la valeur de 52,6 a été relevée à Carman (Manitoba) (température 34 °C, point de rosée 30 °C).

## Limitations
L'indice humidex ne tient compte que de la température de l'air et de l'humidité. Il ne tient pas compte de l'exposition de la peau au soleil, qui va augmenter sa température par rapport à l'air, et des vents qui aident à l'évaporation de la sueur et donc au rafraîchissement de la peau. Un indice plus complet est celui de la température au thermomètre-globe mouillé.